# سیارک ۲۲۱۸۵
سیارک ۲۲۱۸۵ (به انگلیسی: 22185 Stiavnica، نامگذاری:2000YV28) بیست و دو هزار و صد و هشتاد و پنجمین سیارک کشف شده‌است که در ۲۹ دسامبر ۲۰۰۰ کشف شد.
قدر مطلق سیارک برابر ۱۳٫۱۰ است.